# Гостиница Шванвича

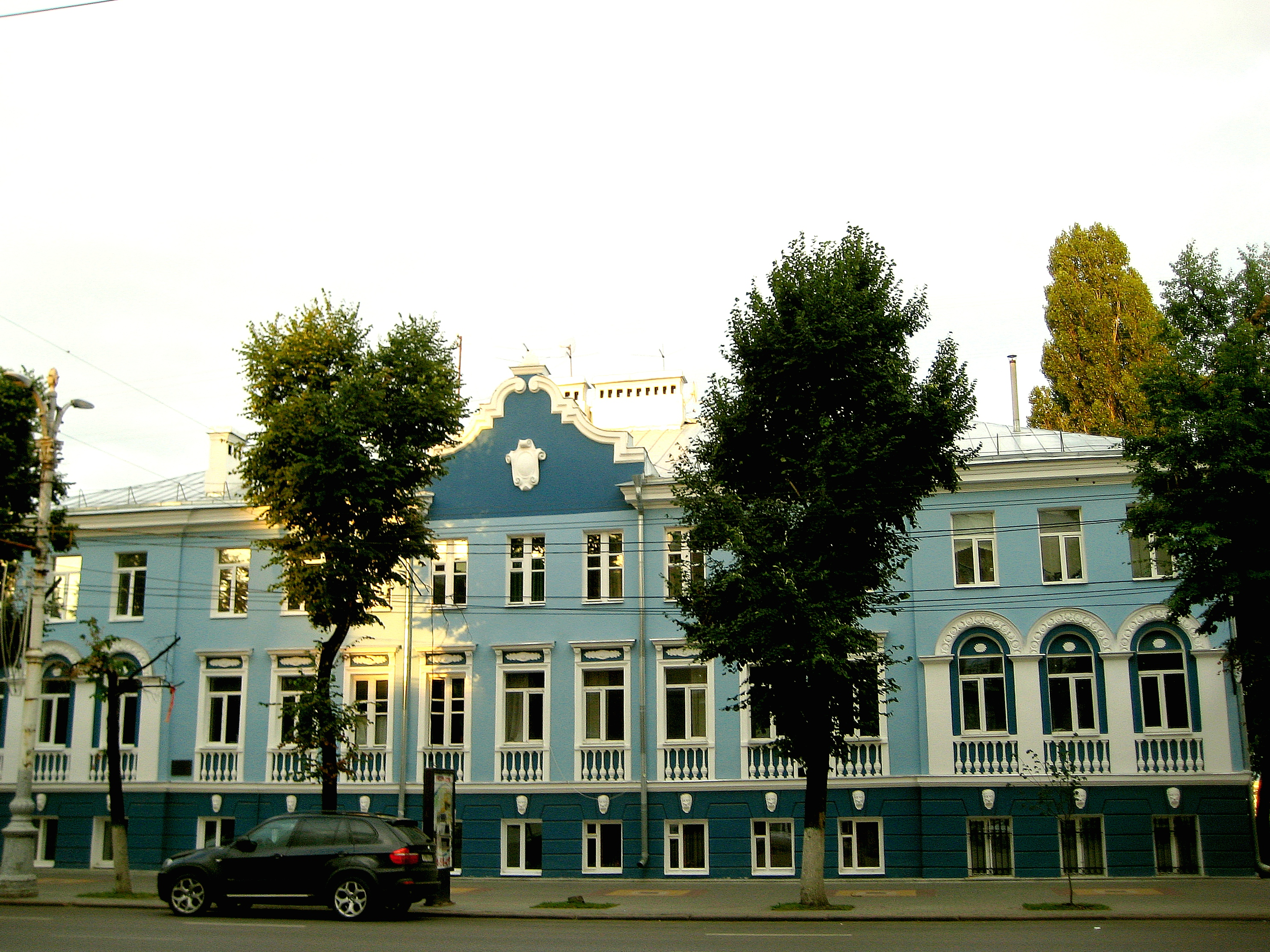
Гостиница Шванвича

Гостиница Шванвича (Дом со львами) — здание в Воронеже, памятник архитектуры регионального значения. Расположено по адресу: проспект Революции, 27. Фасад украшают лепные маски львов, располагающиеся над окнами рустованного первого этажа.

## История
Здание было построено в 1840—1844 годах по проекту архитектора Семёна Ивановича Соколова. Отставной лейб-гвардии полковник Сергей Николаевич Шванвич сдавал квартиры в аренду, таким образом устроив гостиницу, которая долгое время считалась лучшей в городе.
В 1942 году здание сильно пострадало, и ходе послевоенного восстановления его решили сохранить и реконструировать. Автором проекта восстановления стал Г. В. Здебчинский, в целом сохранивший общую композицию здания. В начале 70-х годов его хотели снести, чтобы открыть вид на площадь Победы со стороны проспекта Революции.